# Burg Waseneck
Die Burg Waseneck, auch Wasseneck genannt, ist die Ruine einer Höhenburg auf 606 m ü. NN 1250 Meter westlich vom Ortsteil Altoberndorf der Stadt Oberndorf am Neckar im Landkreis Rottweil in Baden-Württemberg.

## Geschichte
Die Burg wurde um 1220 von den Herzögen von Teck erbaut, 1270 ausgebaut und erweitert. 1295 werden die Maier von Waseneck als Verwalter und Burgmannen bis 1363 erwähnt. 1363 erbt Herzog Friedrich von Teck die Burg, sie wechselt mehrfach den Besitzer, kommt 1416 an Graf Eberhard IV. von Württemberg, verfällt und wird 1460 als Ruine bezeichnet. 1806 kommt die inzwischen stark verfallene Burg in Staatsbesitz des Königreichs Württemberg. 1968 bis 1980 werden die Grundmauern freigelegt, restauriert und zum Teil wieder aufgebaut.

## Baubeschreibung
Von der ehemaligen Burganlage sind erhebliche Teile des Bergfrieds, Teile der Hauptburg, Teile der Palas-Schildmauer, der Innenhof mit Brunnen und Burggräben erhalten. Der äußere Burggraben dient heute als Forstweg.